# Johanna Margaretha von Schellendorf
Johanna Margaretha Freifrau von Schellendorf, geborene Freiin von Friesen (* 29. März 1655 in Dresden; † 10. April 1726 in Königsbrück) war sächsische Standesherrin.

## Leben
Johanna Margaretha von Schellendorf wurde als vierte von neun Töchtern des kursächsischen Geheimen Rates Heinrich Friedrich Freiherr von Friesen (1610–1680) und Maria Margarete Freiin von Lützelburg aus dem Hause Imlingen geboren. Ihr Bruder war General Julius Heinrich von Friesen, dessen Sohn, General Heinrich Friedrich Reichsgraf von Friesen, sie später die Standesherrschaft Königsbrück vererbte. Die jüngste Schwester war die im sächsisch höfischen Umfeld sehr einflussreiche Henriette Amalie Gräfin Reuß zu Obergreiz.
Die am 10. November 1668 geschlossene Ehe mit Maximilian von Schellendorf war nicht mit lebensfähigen Kindern gesegnet. Margaretha war als Braut dreizehn Jahre jung. Alle drei Söhne des Paares verstarben früh. Bekannt sind die Söhne Heinrich Maximilian (24. April 1677–8. September 1677) und Karl Magnus (15. September 1685–November 1685). Bereits 1670 hatte ihr Gatte den Antrag auf den sogenannten Vorritt gestellt um ihr nach seinem Tod das Erbe an der Standesherrschaft zu ermöglichen, auch wenn die Ehe ohne Erben bleiben sollte. Im Jahr 1671, im sechzehnten Lebensjahr, wurde Margarethe von Schellendorf durch Ankauf die Besitzerin des Dorfes Cosel samt Zubehör von Caspar Gotthard von Minckwitz. Damit gelangte ein Teil des Ortes wieder in den Schellendorfschen Besitz. Die Herrschaft Halbau (Iłowa) hatte Freiherr von Schellendorf seiner Gattin bereits kurze Zeit nach der Eheschließung geschenkt, die es schon 1682 weiter an Balthasar Graf von Promnitz verkaufte.
Die vierunddreißig Jahre haltende begüterte Ehe mit dem Freiherren von Schellendorf fand mit dessen Tod im März 1703 ein Ende. Für seine Frau hatte er mit dem sogenannten Vorritt die Erbfolge für seine adligen Privilegien gesichert. Die 48-jährige Witwe trat damit die Rechtsgeschäfte der Standesherrschaft Königsbrück an. Aus überlieferten Dokumenten ist zu entnehmen, dass dies nicht immer leicht war. So existieren Akten über einen Streit zur Pflichtbeteiligung der Gemeinden Gräfenhain und Laußnitz am Neubau eines Kirchturms über einige Jahre hinweg. Schon 1705 ergab sich ein Rechtsstreit gegen den Obristen Jakob von Fölkersam zu Lipsa, wegen einer zerstörten Brücke über das Schwarzwasser bei Cosel. Die bereits 1698 entflammten Unruhen in der Standesherrschaft lebten 1708 in Königsbrück wieder auf. Einige Bürger waren mit der Standesherrin unzufrieden und trugen dem Kurfürsten zum wiederholten Mal ihre Beschwerden vor. Besonders die Bierbrauer erhofften sich bessere Rechte, scheiterten jedoch.
Zu den herrschaftlichen Aufgaben gehörte das Verwalten der Handwerkerordnungen. Am 27. April 1711 bestätigte Margarete von Schellendorf die Artikel der Töpfer zu Königsbrück. Damit eine Bildung für die Bevölkerung der Standesherrschaft sichergestellt werden konnte, forderte die Freifrau von Schellendorf 1713 die umliegenden Gemeinden zum wirtschaftlichen Beitrag für einen Schulneubau auf, was wiederum in einem Rechtsstreit endete. Im gleichen Jahr beantragt Johanna Margaretha von Schellendorf die Rückerteilung der Bergbau- und Schürfrechte. Die bleiben aber der Sächsischen Regierung „reserviert“.
Den größten Rechtsstreit bescherte der Freifrau jedoch ab 1714 der Ehemann der Nichte ihres verstorbenen Gatten, Hans Wolfgang Wenzel, Graf von Frankenberg und Ludwigsdorff. Dieser war mit der Nichte Maximilians von Schellendorf, Helene Sophie Magdalene Gräfin von Hohberg, verheiratet. Der Graf erstritt in dem Prozess das Recht auf die Herrschaft Klitschdorf und das Tragen des Adelstitels Freiherr von Schellendorf.
Doch nur über die Rechtsstreitigkeiten der Freifrau zu berichten, würde ihr nicht gerecht werden, denn sie zeigte sich Zeit ihres Lebens auch als Wohltätige für Arme und Bedürftige. 1699 spendete Margareta von Schellendorf eine beachtliche Summe an die Kirche zu Bautzen zum Bau eines Waisenhauses in der Äußeren Lauengasse. Besondere Aufmerksamkeit hatte sie ebenfalls für die wendischen Christen.
Über ihre Schwester, Marie Sophie Freifrau von Reichenbach, eine gottesfürchtige Schulstifterin, suchte Margarethe von Schellendorf eine Kinderfrau für die von ihr aus dem familiären Umfeld aufgenommenen Kinder. In Philipp Jakop Speners Briefverkehr wird Anna Ursul vorgeschlagen.
Neben ihren Unterstützungen für Arme und Kinder hatte die Standesherrin auch ein offenes Ohr für andere Not. Interessant ist die besondere Situation der Gattin des Grafen von Beichlingen. Nach sechs Jahren Haft in der Festung Königstein musste der beim Kurfürsten in Ungnade gefallene Wolf Dietrich Graf von Beichlingen zur Entlassung 1709 feststellen, dass seine Gattin inzwischen ein Kind zur Welt brachte. Seinem Antrag auf Scheidung wurde nachgekommen. Margaretha von Schellendorf bot der geschiedenen Anna Katharina von Beichlingen, geborene Neitschütz, Unterkunft bis zu deren Lebensende. Die Geschiedene war unter anderem die Schwester der sehr jung verstorbenen Mätresse des sächsischen Kurfürsten Johann Georg IV., Magdalena Sibylla Reichsgräfin von Rochlitz.
September 1719 spendet Margarethe von Schellendorf zusammen mit ihrer Schwester Gräfin Reuß 514 Thaler für die Armen in Schönfeld.
Eine Kirchturmuhr in Königsbrück trägt ab 1719 eine Schelle mit der Aufschrift „Darum wachet, denn ihr wisset weder Tag noch Stunde…“ (Matthäus 25:3) als Widmung der Margarethe von Schellendorf.
In ihrem Testament vom 12. Februar 1726 verfügt die Freiherrin zahlreiche Spenden. So wurden zum Beispiel 500 Reichsthaler für die Armen von Löbau und für jedes Dorf der Standesherrschaft Königsbrück eine Armenstiftung von je 200 Reichsthalern bereitgestellt. 10.000 Taler erhält allein das Hospital Königsbrück. Zahlreiche Schullehrer erhielten einen Sold aus diesem Vermächtnis.
Die Standesherrschaft Königsbrück aber überträgt die Freifrau in ihrem Testament an ihren Neffen Heinrich Friedrich von Friesen. Von Friesens Ehefrau war Augusta Constantia von Cosel, inoffizielle Tochter Kurfürst Friedrich August I.
Sie verstarb im Alter von 71 Jahren in Königsbrück.